# (98866) Giannabussolari
(98866) Giannabussolari est un astéroïde de la ceinture principale.

## Description
(98866) Giannabussolari est un astéroïde de la ceinture principale. Il fut découvert le 15 janvier 2001 à Cima Ekar par le programme Asiago-DLR Asteroid Survey. Il présente une orbite caractérisée par un demi-grand axe de 2,42 UA, une excentricité de 0,14 et une inclinaison de 6,0° par rapport à l'écliptique.

## Compléments